# Tarier de Jerdon
Saxicola jerdoni
Espèce
Statut de conservation UICN

 LC  : Préoccupation mineure
Le Tarier de Jerdon (Saxicola jerdoni) est une espèce d'oiseaux de la famille des Muscicapidae.
Son nom commémore le zoologue et botaniste anglais Thomas Caverhill Jerdon (1811-1872).
Cet oiseau peuple le nord-est du sous-continent indien et de manière dissoute le nord de l'Indochine, en particulier le long du Mékong.